# 明日へのキズナ
「明日へのキズナ」は、2009年5月27日に発売されたHIMEKAのデビューシングル。

## 解説
標題曲「明日へのキズナ」は、テレビアニメ『戦場のヴァルキュリア』の前期オープニングテーマとして発表された楽曲で、スキマスイッチの常田真太郎が編曲とプロデュースを担当している。カップリング曲「さよならソリティア」は千葉紗子の楽曲をカバーしたもので、原曲はテレビアニメ『クロノクルセイド』エンディングテーマである。

## 収録曲
1. 明日へのキズナ [5:02]
  - 作詞：こさかなおみ、作曲：小夜、編曲：常田真太郎
2. さよならソリティア [3:40]
  - 作詞・作曲：梶浦由記、編曲：堀越亮
3. 明日へのキズナ　〜Instrumental〜

## タイアップ
- テレビアニメ『戦場のヴァルキュリア』オープニングテーマ (#1)